# Джэксонвилл (Арканзас)
Джэксонвилл (англ. Jacksonville) — город, расположенный в округе Пьюласки (штат Арканзас, США) с населением в 31 190 человек по статистическим данным переписи 2007 года, занимает 11 место по численности населения в штате.

## География
По данным Бюро переписи населения США город Джэксонвилл имеет общую площадь в 68,63 квадратных километров, из которых 68,38 кв. километров занимает земля и 0,52 кв. километров — вода. Площадь водных ресурсов округа составляет 0,76 % от всей его площади.
Город Джэксонвилл расположен на высоте 87 метров над уровнем моря.

## Демография
| Год переписи | Нас.  |  | %±    |
| ------------ | ----- |  | ----- |
| 1940         | 200   |  | —     |
| 1960         | 16700 |  | 8250% |
| 1970         | 19800 |  | 18,6% |
| 1980         | 27600 |  | 39,4% |
| 1990         | 29100 |  | 5,4%  |
| 2000         | 29916 |  | 2,8%  |

По данным переписи населения 2000 года в Джэксонвилл проживало 31 190 человек, 8004 семьи, насчитывалось 10 890 домашних хозяйств и 11 890 жилых домов. Средняя плотность населения составляла около 437,9 человек на один квадратный километр. Расовый состав Джэксонвилл по данным переписи распределился следующим образом: 64,17 % белых, 27,88 % — чёрных или афроамериканцев, 0,50 % — коренных американцев, 1,98 % — азиатов, 0,13 % — выходцев с тихоокеанских островов, 2,58 % — представителей смешанных рас, 1,14 % — других народностей. Испаноговорящие составили 6,24 % от всех жителей города.
Из 10 890 домашних хозяйств в 40,2 % — воспитывали детей в возрасте до 18 лет, 55,1 % представляли собой совместно проживающие супружеские пары, в 14,6 % семей женщины проживали без мужей, 26,5 % не имели семей. 22,0 % от общего числа семей на момент переписи жили самостоятельно, при этом 5,9 % составили одинокие пожилые люди в возрасте 65 лет и старше. Средний размер домашнего хозяйства составил 2,64 человек, а средний размер семьи — 3,08 человек.
Население города по возрастному диапазону по данным переписи 2000 года распределилось следующим образом: 29,0 % — жители младше 18 лет, 12,8 % — между 18 и 24 годами, 33,2 % — от 25 до 44 лет, 17,6 % — от 45 до 64 лет и 7,3 % — в возрасте 65 лет и старше. Средний возраст жителей составил 30 лет. На каждые 100 женщин в Джэксонвилл приходилось 100,4 мужчин, при этом на каждые сто женщин 18 лет и старше приходилось 98,4 мужчин также старше 18 лет.
Средний доход на одно домашнее хозяйство в городе составил 35 460 долларов США, а средний доход на одну семью — 40 381 доллар. При этом мужчины имели средний доход в 26 708 долларов США в год против 21 804 доллара среднегодового дохода у женщин. Доход на душу населения в городе составил 16 369 долларов в год. 11,9 % от всего числа семей в округе и 14,2 % от всей численности населения находилось на момент переписи населения за чертой бедности, при этом 20,5 % из них были моложе 18 лет и 7,9 % — в возрасте 65 лет и старше.